# Lézignan-la-Cèbe
Lézignan-la-Cèbe é uma comuna francesa na região administrativa de Occitânia, no departamento de Hérault. Estende-se por uma área de 6,13 km². Em 2010 a comuna tinha 1 585 habitantes (densidade: 258,6 hab./km²).